# Mumford and Sons
Pour les articles homonymes, voir Mumford.
Mumford and Sons est un groupe de rock et musique traditionnelle britannique, originaire de Londres, en Angleterre. Formé en 2007, le groupe est composé de Marcus Mumford (chanteur, guitare électrique et acoustique, batterie), Ben Lovett (voix, clavier, piano, synthétiseur), Ted Dwane (voix, basse, contrebasse) et Winston Marshall (voix, guitare électrique, banjo) jusqu'en 2021. 
Le groupe compte cinq albums studio : Sigh No More (2009), Babel (2012) et Wilder Mind (2015), Delta (2018) et Rushmere (2025). Le groupe a également sorti deux albums Live : Live at Shepherd's Bush Empire (2011) et The Road to Red Rocks (2012). Le groupe a remporté de nombreux prix musicaux au cours de sa carrière, dont le Brit Awards du meilleur album britannique en 2011 avec Sigh No More, le Grammy Award de l'album de l'année en 2013 avec Babel et en tout six nominations au Grammy Award.

## Biographie

### Débuts (2007–2009)
Mumford and Sons sont formés en décembre 2007 par le multi-instrumentiste Marcus Mumford, Ben Lovett, Winston Marshall et Ted Dwane. Les membres jouent de la guitare acoustique, de la batterie, du clavier, de la basse, et des instruments folk traditionnels comme le banjo, la mandoline et le resonator. Le nom du groupe s'inspire du fait que Marcus Mumford était le membre le plus visible, qui organisait les concerts du groupe.
Le but des membres du groupe était de faire quelque chose qui laisserait une trace dans l'histoire de la musique, sans se prendre trop au sérieux. Les premières chansons de l'album ont été écrites à l'automne 2007  : White Blank Page et Awake My Soul. Marshall Winston déclare à propos de leurs chansons  : « Les sujets sur lesquels nous écrivons sont réels, et on chante et joue notre musique plus passionnément parce qu'on ressent qu'on doit le faire. Nous aimons la musique honnête. »
Ils lancent leur carrière par des "sessions en librairie", dans le sous-sol de la librairie Treadwell's à Londres, spécialisée dans les sciences occultes.

### Sigh No More(2009–2012)

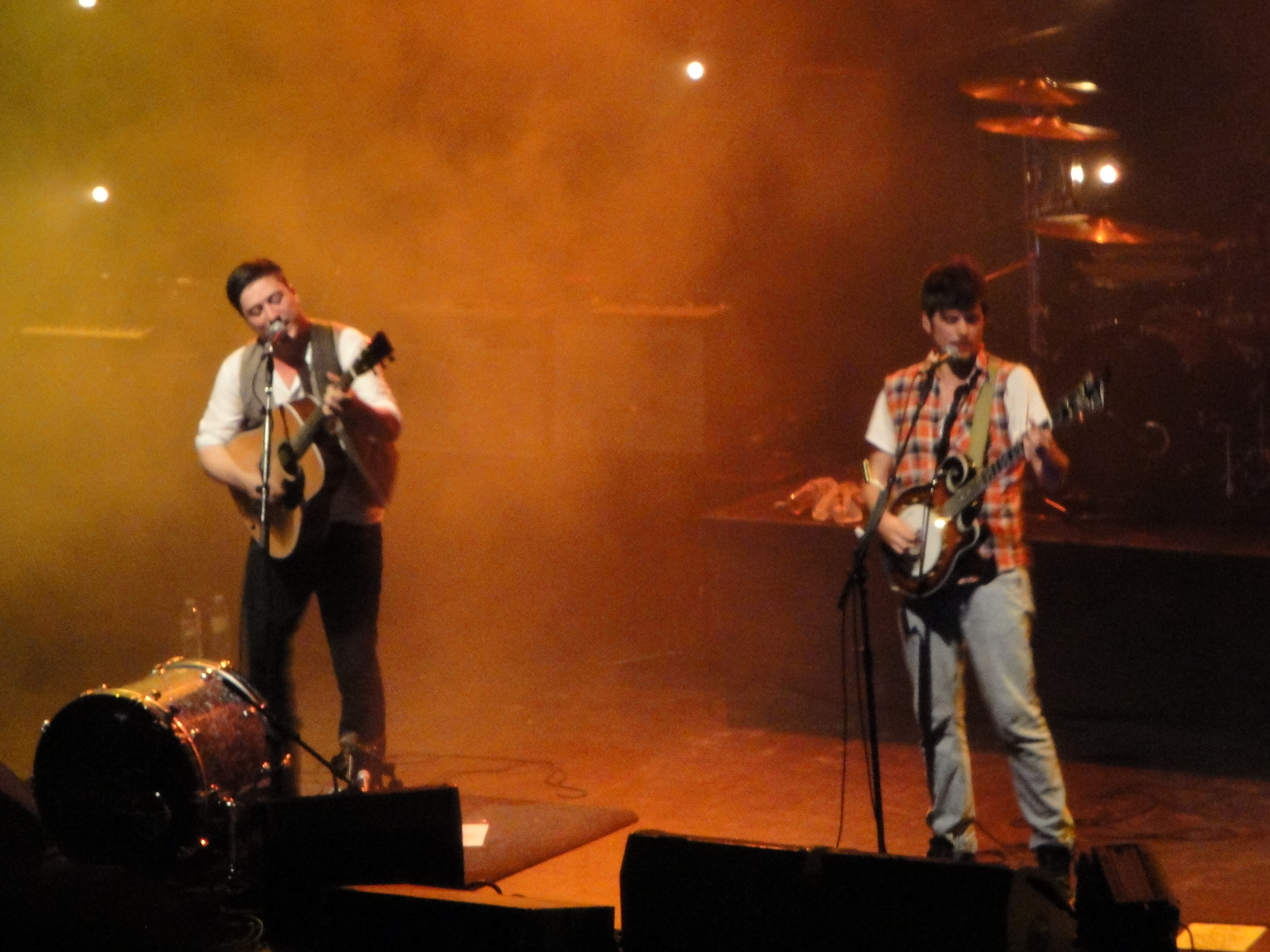
Marcus Mumford et Winston Marshall sur scène à Brighton, le 4 octobre 2010.

Leur succès s’accroît après la parution de la liste BBC Sound of 2009 dans laquelle ils étaient placés.
Le groupe Mumford and Sons a gagné le prix du meilleur groupe lors de la troisième cérémonie des BalconyTV Music Video Awards le 3 juillet 2009 à Dublin.
Le 17 février 2010, le groupe joue Little Lion Man (son single) lors de l'émission The Late Show With David Letterman. Le 26 février 2010, ils interprètent également The Cave lors de l'émission The Late Late Show with Craig Ferguson. Puis joueront lors du fameux festival Glastonbury, en 2010. La chanson After The Storm est reprise à la fin de l'épisode 1 de la saison 2 de Stargate Universe. Le groupe fait une tournée européenne la même année: ils passeront par Paris (à la Maroquinerie puis au Trabendo), mais aussi par Amsterdam et Cologne, par exemple. En octobre 2010, Ben Lovett déclare : « Il y a des choses dans nos vies qui ont plus de poids et de substance que de simplement dire "Tout va très bien pour nous, écrivons donc des chansons là-dessus !" La vie nous inspire davantage que le succès de ce groupe. » .
Le groupe chante une version de Awake My Soul en français : Réveille mon âme. Le 22 septembre 2012 sur le plateau du Saturday Night Live, le groupe joue I Will Wait et Below my feet, deux chansons extraites de leur album Babel.
Ils ont collaboré avec la chanteuse Birdy pour la chanson Learn me right, qui apparaît dans la bande son du film Rebelle (Brave).

### Babel(2012–2013)

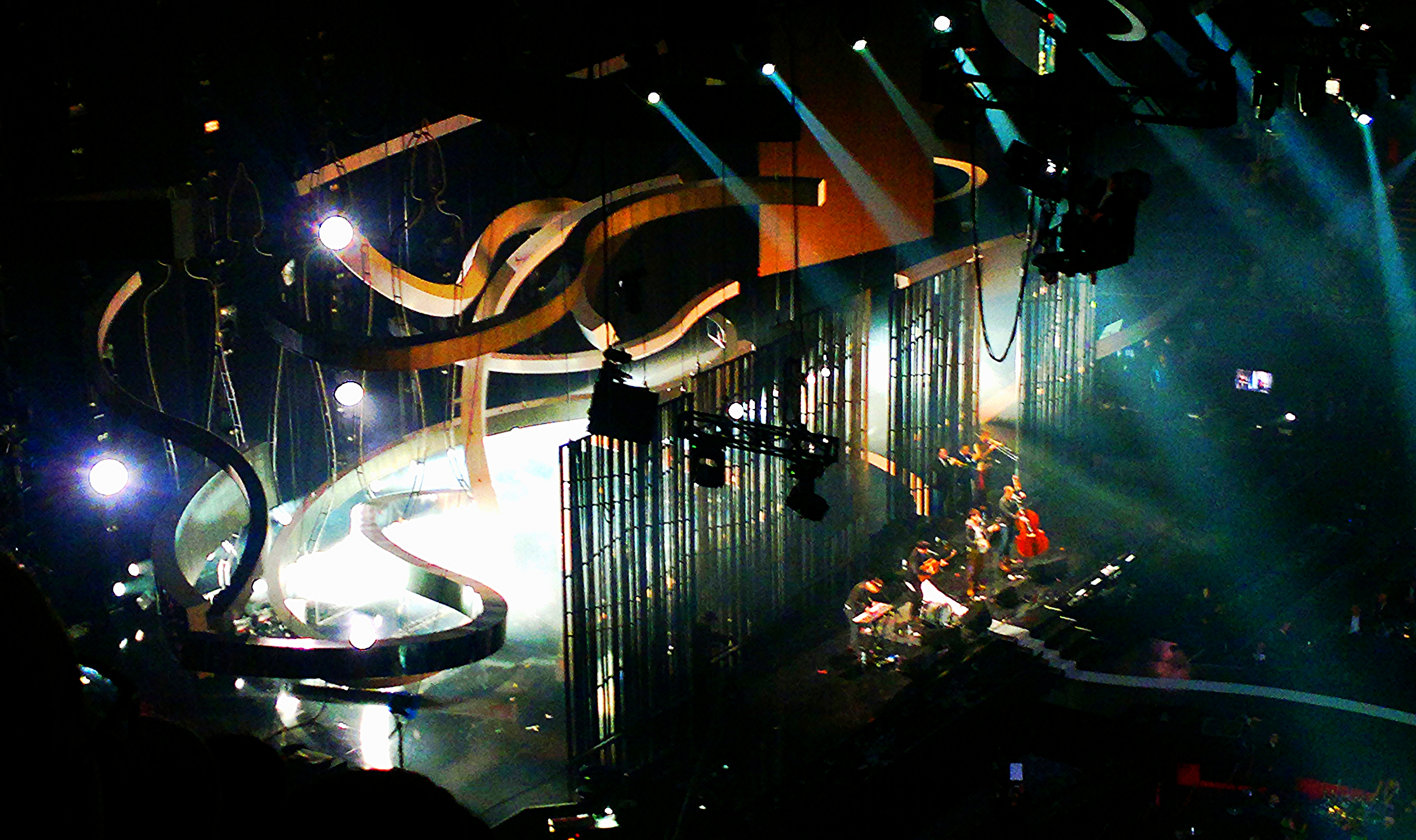
Mumford and Sons jouant au Brit Awards, le 20 février 2013.

Mumford and Sons publie leur deuxième album, Babel, le 24 septembre 2012, qui comprend 12 morceaux, et une édition deluxe qui comprend trois morceaux bonus. Le premier single, I Will Wait, est diffusé par Zane Lowe sur la BBC Radio 1 le 7 août,. Le 29 août 2012, Mumford and Sons enregistrent leur concert au Red Rocks Amphitheatre dans le Colorado. Le concert est plus tard publié en DVD, vinyle et sur iTunes sous le titre Road to Red Rocks. La performance de I Will Wait issue du concert est publié avant le DVD le 9 septembre comme clip officiel du morceau. Le 22 septembre 2012, le groupe joue deux morceaux issus du nouvel album, I Will Wait et Below My Feet, au Saturday Night Live.
Babel débute premier de l'UK Albums Chart et du Billboard 200 américain,. Il devient l'album le mieux vendu en 2012 au Royaume-Uni, avec 158 000 exemplaires en une semaine, et de même en 2012 aux États-Unis avec 600 000 exemplaires la première semaine, et plus d'un million à l'international. En décembre 2012, Winston Marshall explique au magazine NME que le groupe était en répétition et en écriture de son nouvel album.
La première phase de la tournée mondiale de 2013 en soutien à Babel est publiée en novembre 2012. Leur tournée Gentlemen of the Road continue en 2013. Après deux concerts les 8 et 9 juin 2013 au Austin360 Amphitheater d'Austin, au Texas, le bassiste Ted Dwane est emmené à l'hôpital le lendemain. Les chirurgiens ont retrouvé un caillot sanguin à la surface de son cerveau et ont procédé à une intervention chirurgicale. Sous les conseils des médecins, le groupe annule le reste de sa tournée Summer Stampede Tour, qui comprend des performances au Bonnaroo Music Festival et reviennent au Royaume-Uni. L'opération de Dwane est un succès, et sa convalescence est telle que le groupe peut jouer au Glastonbury Festival du 30 juin 2013.
À la fin de la tournée Babel, Mumford and Sons se mettent en pause pendant cinq mois avant de retourner en studio en février 2014 pour enregistrer un troisième album,,,,.

### Wilder Mind(2015-2017)
Le 27 février 2015, le groupe sort un court clip montrant de nouveaux morceaux. C'est le 2 mars 2015 que leur troisième album studio, intitulé Wilder Mind, est annoncé pour le 4 mai 2015, avec un premier single, Believe, qui est diffusé à la radio le 9 mars et disponible en téléchargement peu de temps après.
Mumford and Sons font leur retour sur scène devant 375 spectateurs dans un lieu appelé le Oslo à Hackney, Londres, le 10 mars 2015, pour un concert privé,. Le second single issu de Wilder Mind, The Wolf, est diffusé sur la BBC Radio 1 le 9 avril 2015. Mumford and Sons confirment leur retour le 14 janvier 2015 avec l'annonce d'une performance en tête d'affiche au Bonnaroo Music Festival. Mumford and Sons jouent en tête d'affiche des Reading & Leeds Festivals en 2015. Dans les semaines qui suivent, ils entament une tournée britannique et irlandaise.
Le 30 avril 2015, le groupe annonce un concert privé au Brighton Corn Exchange pour les membres. Il prend place le 1er mai 2015. Mumford and Sons font la promotion de leur nouvel album avec diverses apparitions télévisées et radio, comme sur la BBC Radio 1, le Graham Norton Show, le Saturday Night Live sur la NBC, Later... with Jools Holland sur la BBC,, le Late Show with David Letterman, et des concerts en live sur iHeartRadio et SiriusXM,. Le 13 avril 2015, le groupe annonce une tournée nord-américaine de 16 dates ; la tournée démarre le 2 juin 2015 à Brooklyn, New York.
Pour le Record Store Day le 18 avril 2015, le groupe permet aux fans l'écoute de Wilder Mind en vinyle, deux semaines avant sa sortie. Le groupe sort aussi une édition limitée du vinyle Believe/The Wolf pour l'événement,. Wilder Mind est publié le 4 mai 2015. Wilder Mind débute premier au Royaume-Uni, aux États-Unis et en Australie,,.
Le 17 juin 2016, Mumford and Sons sortent un EP intitulé Johannesburg,. Marcus Mumford participe au concert de charité One Love Manchester en 2017.

### Delta(depuis 2018)
Le 20 septembre 2018, le groupe sort le morceau Guiding Light sur la BBC Radio 1, annonçant le nouvel album Delta, dont la sortie est prévue pour le 16 novembre,.
La 25 octobre 2018, le deuxième morceau If I Say est diffusé en exclusivité sur Beats1 radio dans l’émission de Zane Lowe.

## Discographie

### Singles
- 2009 : Little Lion Man
- 2009 : Winter Winds
- 2010 : The Cave
- 2010 : Roll Away Your Stone
- 2012 : I Will Wait
- 2012 : Lover of the Light
- 2013 : Babel
- 2013 : Whispers in the Dark
- 2013 : Hopeless Wanderer
- 2015 : Believe
- 2015 : The Wolf
- 2015 : Ditmas
- 2018 : Guiding Light
- 2019 :  Blind Leadind The Blind

### EP
- 2016 : Johannesburg